# Filialkirche Lachsfeld
Die römisch-katholische Filialkirche Lachsfeld steht in der Ortschaft Lachsfeld in der Gemeinde Ernstbrunn im Bezirk Korneuburg in Niederösterreich. Sie ist dem Fest Mariä Namen geweiht und gehört zur Pfarre Karnabrunn im Dekanat Korneuburg im Vikariat Unter dem Manhartsberg der Erzdiözese Wien.

## Geschichte
Bis 1959 stand in der Ortschaft Lachsfeld eine barocke Kapelle. Da diese Ende der 1950er Jahre die Messbesucher nicht mehr fassen konnte und Renovierungsbedarf bestand, wurde der Bau einer neuen Kirche beschlossen. Die heutige Kirche wurde in den Jahren 1960 und 1961 nach Plänen des Architekten Erwin Plevan errichtet. Die neue Kirche wurde 1961 durch Erzbischof-Koadjutor Franz Jachym geweiht.

## Architektur

### Kirchenäußeres
Die zeltförmige Kirche ist ein breitgelagerter Bau unter einem herabgezogenen Satteldach. Der Dachreiter ist obeliskförmig.

### Kircheninneres
Der Chor liegt unter dem nach innen geöffneten Dachstuhl. Die Chorfenster weisen abstrakte Glasmalerei auf. Die Fenster im Langhaus weisen figurale Darstellungen auf, die von Karl Engel gemalt wurden. Die Sakristei ist so groß ausgeführt, dass sie auch als Gruppenraum genutzt werden kann.

## Ausstattung
Der große Altar ist aus Stein und die Statuen in der Kirche stammen aus der alten Kapelle.